# Ducula melanochroa
Pombo-imperial-preto (Ducula melanochroa) é uma espécie de ave da família Columbidae.
É endémica da Papua-Nova Guiné.
Os seus habitats naturais são: florestas subtropicais ou tropicais húmidas de baixa altitude.